# Észak-Korea vasúti közlekedése
Észak-Korea vasúthálózatának hossza 5235 km, amely 1435 mm nyomtávú. Nemzeti vasúttársasága a Koreai Állami Vasutak, mely az egyetlen vasúttársaság az országban.

## Kormányzati vonat
Az ország egykori vezetője, Kim Dzsongil (Kim Jong-il), kormányzása idején szinte egyedülálló módon, saját kormányzati vonat-flottát tartott fent. Belföldi és külföldi útjain repülés helyett ezzel utazott, nem kis feltűnést és bonyodalmat okozva, mert félt a repüléstől. A flotta hat vonatból áll, melyek összesen 90 db páncélozott luxuskocsiból állnak össze.

## Vasúti kapcsolata más országokkal
- Kína - van
- Oroszország - van, eltérő nyomtávolság (1435 mm / 1520 mm)
- Dél-Korea - van, azonos nyomtávolság: 1435 mm

## Vasútvonalai
- Phjongi (Pyongui) vonal: Phenjan (Pyongyang) – Sinidzsu (Sinuiju) (→ Tantung (Dandong), Kína), 224,8 km
- Phjongbu (Pyongbu) vonal: Phenjan (Pyongyang) – Keszong (Kaesong) (Toraszan (Dorasan) → Kjongi (Gyeongui) vonal → Szöul (Seoul), Dél-Korea → Kjongbu (Gyeongbu) vonal → Puszan (Busan), Dél-Korea), 199,3 km
- Phjongnam (Pyongnam) vonal: Phenjan (Pyongyang) – Nampho (Nampo), 89,6 km
- Phjongbuk (Pyongbuk) vonal: Csongdzsu cshongnjon (Chongju ch'ŏngnyŏn) – Cshongszu (Chongsu), 120,7 km
- Phjongdok (Pyongdok) vonal: Tedonggang (Taedonggang) – Kudzsang cshongnjon (Kujang ch'ŏngnyŏn), 192,3 km
- Hvanghe cshongnjon (Hwanghae ch'ŏngnyŏn) vonal: Szarivon cshongnjon (Sariwon ch'ŏngnyŏn) – Hedzsuhang (Haejuhang), 100,3 km
- Pharvon cshongnjon (P'arwŏn ch'ŏngnyŏn) vonal: Kudzsang cshongnjon (Kujang ch'ŏngnyŏn) – Kuszong (Kusŏng)
- Ongdzsin (Ongjin) vonal: Hedzsu (Haeju) – Ongdzsin (Ongjin), 40,4 km
- Phjongna (Pyongra) vonal: Phenjan (Pyongyang) – Radzsin (Rajin), 819 km (→ Haszan, Oroszország)
- Kangvon (Kangwon) vonal: Kovon (Kowon) –  Kagok, (Kjongvon (Gyeongwon) vonal → Szöul (Seoul)) 145,1 km
- Hambuk vonal: Pandzsuk (Panjuk) – Radzsin (Rajin), 326,8 km (→ Haszan, Oroszország)
- Cshongnjon Icshon (Ch'ŏngnyŏn Ichon) vonal: Phjongszan (Pyongsan) – Szepho cshongnjon (Sepo ch'ŏngnyŏn), 146,9 km
- Manpho (Manpo) vonal: Szuncshon (Sunchon) – Manpho cshongjon (Manpo ch'ŏngnyŏn), 303,4 km (→ Csian (Ji'an), Kína)
- Pengmu (Paekmu) vonal: Pegam cshongnjon (Baek-am ch'ŏngnyŏn) – Muszan (Musan), 187,4 km
- Pektuszan cshongnjon (Paektusan ch'ŏngnyŏn) vonal: Kildzsu cshongnjon (Kilju ch'ŏngnyŏn) – Hjeszan cshongnjon (Hyesan ch'ŏngnyŏn), 141,6 km
- Kumgangszan cshongnjon (Kumgangsan ch'ŏngnyŏn) vonal: Anbjon (Anbyon) – Kamho (Kamho) (→ Csedzsin (Jejin), Dél-Korea) 114,8 km
- Transzkoreai vasútvonal - tervezés alatt

## Érdekesség
A rendszeres áramkimaradások miatt a vonatok többször is megállnak a nyílt pályán. Emiatt a 23 órás Phenjan–Hjeszan út 10 napig szokott tartani.